# Municipio de Acajete (Veracruz)
El municipio de Acajete se ubica en la zona centro del estado mexicano de Veracruz. Sus límites son: al norte con Tlacolulan y con el municipio de Las Vigas de Ramírez, al este con Rafael Lucio, al sur con Tlalnelhuayocan y al oeste con el municipio de Perote. Su distancia aproximada por carretera a la capital del estado es de 15 km.
Su superficie es de 90.48 km², cifra que representa un 0.12% de la superficie total del Estado. La población en el municipio es de 7,558 habitantes con  3,931 hombres y 3,627 mujeres de las cuales, tan sólo 11 hablan lenguas indígenas.
Su clima generalmente es frío-húmedo con una temperatura promedio anual de 16 °C; con heladas en invierno y constantes neblinas. Su precipitación media anual está en un promedio de 1000 a 2000 milímetros.
Las diferencias que se presentan a lo largo del municipio, permiten el desarrollo de diferentes tipos de vegetación, como el bosque mesófilo de montaña, el bosque de pino-encino y el bosque de pino.
En cuanto a su producción agrícola en el municipio de Acajete se cosecha maíz, papa, ciruela, manzana, pera y perón y demás verduras y leguminosas. Es de destacar la producción lechera de ganado bovino como una de las actividades económicas más relevantes, así como también la industria de los derivados lácteos.
Otra actividad que ha cobrado gran relevancia es la industria restaurantera ubicada está principalmente en la localidad de la Joya.

## Toponimia
De origen náhuatl A-caxi-c, que se traduce como: "en la pila de agua".

## Historia
A mediados de 1586 se formó este pueblo, sobre uno de los viejos linderos del señorío de Tlacolulan.
El decreto N° 64 del 3 de noviembre de 1893 extinguió el municipio de La Hoya, anexando su territorio a San Salvador Acajete.
El 5 de noviembre de 1932, la cabecera municipal San Salvador Acajete cambia el nombre a Acajete.

## Medio físico

### Localización
El municipio se encuentra ubicado en la zona central del estado, dentro de la zona conocida como región capital.

### Delimitación
Limita al norte con los municipios de Tlacolulan y Las Vigas de Ramírez, al sur
con el municipio de Coatepec, al oeste con los municipios de Perote y Las Vigas de Ramírez, y al este con los municipios de Rafael Lucio y Tlalnelhuayocan.

### Clima
En la mayor parte del territorio templado húmedo con lluvias todo el año y en minoritariamente y semifrío húmedo con abundantes lluvias en verano, con un rango de precipitación de 1400 – 1600 mm y una temperatura promedio de 10 – 18 °C.

## Gobierno y administración
El gobierno del municipio está a cargo de su Ayuntamiento, que es electo mediante voto universal, directo y secreto para un periodo de tres años que no son renovables para el periodo inmediato posterior pero sí de forma no continua. Está integrado por el presidente municipal, un síndico único y el cabildo conformado por los regidores, algunos electos por mayoría relativa y otros por el principio de representación proporcional. Todos entran a ejercer su cargo el día 1 de enero del año siguiente a su elección.

### Subdivisión administrativa
Para su régimen interior, el municipio además de tener una cabecera y manzanas, se divide en rancherías y congregaciones, teniendo estas últimas como titulares a los subagentes y agentes municipales, que son electos mediante auscultación, consulta
ciudadana o voto secreto en procesos organizados por el Ayuntamiento.

### Representación legislativa
Para la elección de diputados locales al Congreso de Veracruz y de diputados federales al Congreso de la Unión, el municipio se encuentra integrado en el Distrito electoral local IX Coatepec con cabecera en la ciudad de Coatepec y el Distrito electoral federal X Perote con cabecera en la ciudad de Perote.